# Files de Google
Files (anteriormente conocido como Files Go) es una aplicación de administración de archivos desarrollada por Google para la exploración de archivos, el consumo de medios, la limpieza del almacenamiento y la transferencia de archivos sin conexión. Google lo lanzó el 5 de diciembre de 2017 y el 30 de mayo de 2018 se lanzó una versión personalizada para China.
El 9 de agosto de 2021, la aplicación se actualizó para tener el diseño de Material Design, con botones y etiquetas más grandes, y compatibilidad con Dynamic Theming de Android 12.

## Características
Actualmente, la aplicación solo está disponible en el sistema operativo Android e incluye tres pestañas: Limpiar, Explorar y Compartir. En los dispositivos Google Pixel, la pestaña Compartir se encuentra haciendo clic en el botón de menú.

### Modo limpio
Esta página identifica aplicaciones no utilizadas, archivos grandes y archivos duplicados que los usuarios ya no necesitan. También puede notificar al usuario cuando el almacenamiento está casi lleno.
También hay una función de "Papelera", en la que los contenidos se eliminarán permanentemente después de 30 días.

### Modo de exploración
Esta página muestra los archivos a los que se accedió recientemente en la parte superior por carpeta y varias categorías en la parte inferior, como: "Descargas", "Imágenes", "Videos", "Audio", "Documentos y otros" y "Aplicaciones".
También incluye una carpeta "Favoritos", una "Carpeta segura" que protege los archivos mediante un patrón o un PIN,  así como dos botones que conducen a "Almacenamiento interno" y "Otro almacenamiento".
Además de eso, la aplicación también tiene un reproductor multimedia/visor de imágenes y la capacidad de hacer una copia de seguridad de los archivos en Google Drive.

### Modo compartir
Archivos utiliza el uso compartido punto a punto (con tecnología de Quick Share) para enviar y recibir archivos o aplicaciones. También utiliza encriptación para mantener privados los contenidos compartidos.